# Adoree’ Jackson
Adoree’ Jackson (* 18. September 1995 in Belleville, Illinois) ist ein US-amerikanischer American-Football-Spieler. Er spielte auf der Position des Cornerbacks in der National Football League (NFL) für die Philadelphia Eagles. Zuvor stand Jackson auch bei den Tennessee Titans und den New York Giants unter Vertrag.

## College
Adoree’ Jackson war drei Jahre an der USC aktiv und spielte für das Footballteam der USC Trojans. Bei den Trojans wurde er sehr vielseitig eingesetzt. Jackson stand als Cornerback, Return Specialist und Wide Receiver für sein Team auf dem Spielfeld. Seinen Durchbruch in der Defense schaffte Jackson in seinem letzten Jahr an der USC, in der Saison 2016. Jackson erreichte 2016 insgesamt 55 Tackles und fünf Interceptions. Von den Trojans wurde er in jeder Saison als Kick Returner sowie als Punt Returner eingesetzt. Als Returner war Jackson in jedem seiner drei Jahre am College sehr erfolgreich. In jedem Jahr am College holte Jackson mindestens zwei Touchdowns als Returner, insgesamt holte er acht Touchdowns durch Returns während seiner Collegekarriere. Ungewöhnlich für einen Defense-Spieler, stand Jackson außerdem in 39 Snaps als Wide Receiver am College auf dem Platz. Als Wide Receiver gelangen ihm in den drei Jahren sechs weitere Touchdowns.

## NFL
Beim NFL Draft 2017 wurde Jackson in der ersten Runde als insgesamt 18. von den Tennessee Titans ausgewählt. Nach Marshon Lattimore und Marlon Humphrey war Jackson somit der dritte Cornerback, der im Jahr 2017 gedraftet wurde. Er unterschrieb am 23. Mai 2017 seinen Rookie-Vertrag bei den Titans. Er erhielt einen Vierjahresvertrag in der Höhe von 11,3 Millionen US-Dollar. Sein NFL-Debüt feierte Jackson am 10. September 2017 beim ersten Spiel der regulären Saison 2017 gegen die Oakland Raiders. Das Spiel ging für Jackson und die Titans mit 16:26 verloren. Seine erste Saison in der NFL beendete Jackson mit 70 Tackles und 17 verteidigten Pässen, außerdem wurde Jackson wie am College als Punt Returner sowie Kick Returner eingesetzt und erlief kombiniert 868 Yards für die Titans. In seiner zweiten Saison 2018 in der NFL konnte Jackson in der 2. Woche gegen die Houston Texans seine erste Interception für sich verbuchen.
Nach der Saison 2020, in der er verletzungsbedingt nur drei Spiele bestritt, entließen die Titans Jackson. Daraufhin gaben die New York Giants ihm einen Dreijahresvertrag über 39 Millionen Dollar. Im August 2024 unterschrieb Jackson erneut für ein Jahr bei den Giants.
Im März 2025 nahmen die Philadelphia Eagles Jackson unter Vertrag.